# Nátrium-adipát
A nátrium-adipát az adipinsav nátriummal alkotott sója, melynek képlete: Na2C6H8O4.
- CAS-száma: 7486-38-6
- EINECS száma: 231-293-5
- Moláris tömeg: 190,10 g/mol

Élelmiszerekben E356 néven savanyúságot szabályozó anyagként alkalmazzák. Napi maximum beviteli mennyiség 5 mg/testsúlykg. Nincs ismert mellékhatása. A szervezetben lebomlik, vagy a vizelettel távozik.